# 托雷登瓦拉
托雷登瓦拉，是西班牙加泰罗尼亚塔拉戈纳省的一个市镇。总面积9平方公里，总人口11187人（2001年），人口密度1243人/平方公里。

## 友好城市
- 法國 维拉尔